# 余別岳
余別岳（よべつだけ）は、北海道の積丹郡積丹町にある標高1,297.7mの山である。山頂には一等三角点「余別岳」が設置されている。

## 概要
積丹半島の最高峰として知られ、神威岬からは余別岳の大きな山体を望むことができる。北東には積丹岳が連なる。また余別岳・積丹岳・ポンネアンチシ山を合わせて「積丹三山」と呼ばれることがある。
山名は北西側を流れる余別川に由来し、アイヌ語で「イヨペツ（鮭が上る川）」を意味するとされる。

## 登山
登山道はないため主に残雪期に登られるが、積丹岳までの登山道は存在するため、積丹岳の登山口が使われることが多い。積丹岳から稜線伝いに余別岳へ行くルートや、我呂ノ沢へ一度降りてポンネアンチシ山を経由して余別岳へ向かうルートなど人によって異なる。